# لجئيات
اللجئيات أو اللجيبات أو فصيلة السلاحف البحرية هي فصيلة من الزواحف تنتمي إلى فوق فصيلة اللجآت، وتضمُّ معظم أنواع السلاحف المائيَّة الحيَّة المعروفة في العالم.

## التصنيف
تنقسم فصيلة اللجئيات (حسب تحت الفصيلة والجنس والنوع) كما يلي:
- تحت فصيلة السلاحف ضخمة الرَّأس (Carettinae).
  - جنس اللجأة ضخمة الرأس (Caretta).
    - اللجأة البحرية ضخمة الرأس (Caretta caretta).

  - جنس لجأة ردلي (Lepidochelys).
    - لجأة ردلي الزيتونية (Lepidochelys olivacea).
    - لجأة كمب (Lepidochelys kempii).
- تحت فصيلة السلاحف الخضراء (Cheloniinae).
  - جنس اللجأة الخضراء (Chelonia).
    - اللجأة البحرية الخضراء (Chelonia mydas).

  - جنس اللجأة صقرية المنقار (Eretmochelys).
    - اللجأة صقرية المنقار (Eretmochelys imbricata).

  - جنس اللجأة مسطَّحة الظهر (Natator).
    - اللجأة مسطَّحة الظهر (Natator depressus).